# 網景通訊家
網景通訊家是由網景公司1997年所開發的網路套件。整個套件包含Netscape Navigator（網頁瀏覽器）、Netscape Messenger（電子郵件客戶端軟體）、Netscape Collabra（新聞群組軟體）、Netscape Netcaster（資料收訊軟體）、Netscape Conference（線上會議軟體）等。

## 簡介
在網景領航員3.0版發表時，搭載了微軟Internet Explorer 3的Windows 95登場，但是因為功能的貧乏，所以並沒有影響到當時網景領航員的佔有率。
真正的影響是在「網景通訊家族」登場的時刻。在網景通訊家族登場之後不久，微軟Internet Explorer 4登場，因為功能相差不多，加上微軟使用免費下載作為促銷手段，使得共享軟體的網景領航員形勢相形見拙，微軟IE 4後來使用雜誌流通等方法，漸漸搶下了市佔率。之後為了對抗微軟的免費政策，網景公司自1998年1月末後，也決定所有版本的網景領航員／網景通訊家族也改成免費軟體。

### 網景建立Mozilla計劃
1998年，網景成立了Mozilla計劃為了要修改當時製作中的「Netscape 5」，所以開放原始碼給世界上眾多的程式設計師，去做修改和增加新的功能。和這計劃同時進行的是Gecko核心的研發，所謂的Gecko核心是一種排版引擎，即讓瀏覽器閱讀網頁原始碼，接著運算成型的東西；簡單說就是瀏覽器的大腦─看到了程式碼之後，將之組織成型的部分。
但在同年秋天的時候，Windows 98和微軟IE統合了起來，Windows的使用者變成可以直接使用IE上網。並且當時從蘋果電腦被微軟支援的時候開始，Mac OS系統也漸漸開始有微軟IE的用戶。之後兩年間，微軟的IE市佔率暴增，整個情勢大為逆轉，這也是微軟被美國司法部控訴獨占事件的來源。
在網景瀏覽器市佔率暴跌間的1998年11月，網景被美國的大型通訊公司美國線上收購，網景成為美國線上的子公司。

### Netscape 6的誕生
2000年11月14日，經過長期的研發新版本的Netscape 6終於問世，從名字上就可以看得出網景想要雪恥的決心，首先是將網路套件的名稱由「網景通訊家族（Netscape Communicator）」改成「Netscape」。
因為Gecko這個新的運算引擎的登場，以及開放原始碼的關係，使得使用問題很多舊引擎的Netscape 5的開發終止，因此直接跳過版號5，改成和當時的IE版號一樣的6，在在都顯示了當時網景想要挑戰微軟的決心。

## 版本歷史
- Netscape Communicator 4.0  – 1997年6月11日
- Netscape Communicator 4.01 – 1997年6月18日
- Netscape Communicator 4.02 – 1997年8月18日
- Netscape Communicator 4.03 – 1997年9月14日
- Netscape Communicator 4.04 – 1997年11月14日
- Netscape Communicator 4.05 – 1998年4月2日
- Netscape Communicator 4.06 – 1998年8月17日
- Netscape Communicator 4.07 – 1998年10月5日
- Netscape Communicator 4.08 – 1998年11月9日（4.08版是供16位元Windows和68k麥金塔電腦的最終版本）
- Netscape Communicator 4.5 – 1998年10月19日
- Netscape Communicator 4.51 – 1999年3月8日
- Netscape Communicator 4.6 – 1999年5月18日
- Netscape Communicator 4.61 – 1999年6月14日
- Netscape Communicator 4.7 – 1999年9月30日
- Netscape Communicator 4.72 – 2000年2月22日
- Netscape Communicator 4.73 – 2000年5月5日
- Netscape Communicator 4.74 – 2000年7月22日
- Netscape Communicator 4.75 – 2000年9月17日
- Netscape Communicator 4.76 – 2000年10月25日
- Netscape Communicator 4.77 – 2001年4月16日
- Netscape Communicator 4.78 – 2001年7月20日
- Netscape Communicator 4.79 – 2001年11月10日
- Netscape Communicator 4.8 – 2002年8月22日

## 相關文章
- Netscape
- Mozilla Application Suite
- SeaMonkey
- 網景 (瀏覽器)
- 电子邮件客户端列表
- 电子邮件客户端比较

| 先前 Netscape Navigator 1-3.0 | Netscape Communicator 4.0 | 其後 Netscape 5 （開發終止） |